# Kevin Kühnert
Kevin Kühnert (* 1. července 1989 Západní Berlín) je německý politik, místopředseda německé sociální demokracie a od roku 2017 do ledna 2021 předseda Mladých socialistů v SPD.

## Život
Pojmenován byl po fotbalistovi Kevinu Keeganovi. Studoval na Svobodné univerzitě Berlín. V roce 2005 vstoupil do SPD, za kterou má v úmyslu kandidovat ve volbách do Bundestagu roku 2021 v berlínském obvodě Tempelhof-Schöneberg. Kevin Kühnert je gay a patří mezi nejpopulárnější politiky své strany.

## Politické postoje
Kühnert se označuje za socialistu, pro kterého je důležitá demokracie a individuální svoboda. Zastává názor, že zisk firem by měl být rovnoměrně rozdělen mezi jejich zaměstnance. Penalizoval by také lidi, kteří nežijí v nemovitosti, již vlastní. V rozhovoru pro Die Zeit v roce 2019 uvedl, že by vlastnictví bytů v Německu omezil na jeden byt na osobu a preferuje jeho družstevní formu. V témže rozhovoru se vyjádřil pro kolektivizaci německé automobilky BMW, čímž narazil u některých spolustraníků z SPD. Kühnert je pro demokratickou kontrolu nad velkými internetovými společnostmi, jako je např. Google.